# Città universitaria di Roma
La città universitaria di Roma è un campus universitario di Roma, nel quartiere Tiburtino (zona urbanistica "Università"), sede principale dell'Università degli Studi di Roma "La Sapienza".

## Storia
È stata realizzata durante gli anni trenta, nel pieno del ventennio fascista, da una serie di architetti razionalisti sotto la supervisione del più tradizionale architetto Marcello Piacentini, il quale era responsabile del Palazzo del rettorato e della pianta generale, e aveva il diritto di effettuare modifiche agli altri progetti. L'opera, fortemente voluta da Benito Mussolini affinché anche la capitale d'Italia avesse il suo centro universitario e considerata fin lì «la più vasta opera edilizia promossa dal Regime Fascista», si inquadrava nell'opera di restauro che coinvolse la città fino a tutto il secondo dopoguerra.
L'area prescelta fu un quadrilatero nel Q. VI Tiburtino, sito lungo viale Regina Margherita e nelle adiacenze di altri complessi già esistenti: la Basilica di San Lorenzo, il Cimitero del Verano e, in più stretta relazione con l'università, il Policlinico Umberto I. Negli anni e decenni successivi nelle immediate vicinanze furono costruiti altri edifici, afferenti sia all'università sia al policlinico.
La città universitaria fu inaugurata il 31 marzo 1935, alla presenza del re Vittorio Emanuele III. Tuttavia, già nel 1936 si pensava a integrare il progetto originario con alcuni nuovi edifici, ma questi propositi furono attuati solo in minima parte. Nel corso dei decenni intercorsi dalla fine della seconda guerra mondiale a oggi, la Città universitaria ha visto vari interventi, finalizzati all'ampliamento delle aree utili, i quali hanno però in parte modificato il carattere del progetto originario.

## Descrizione

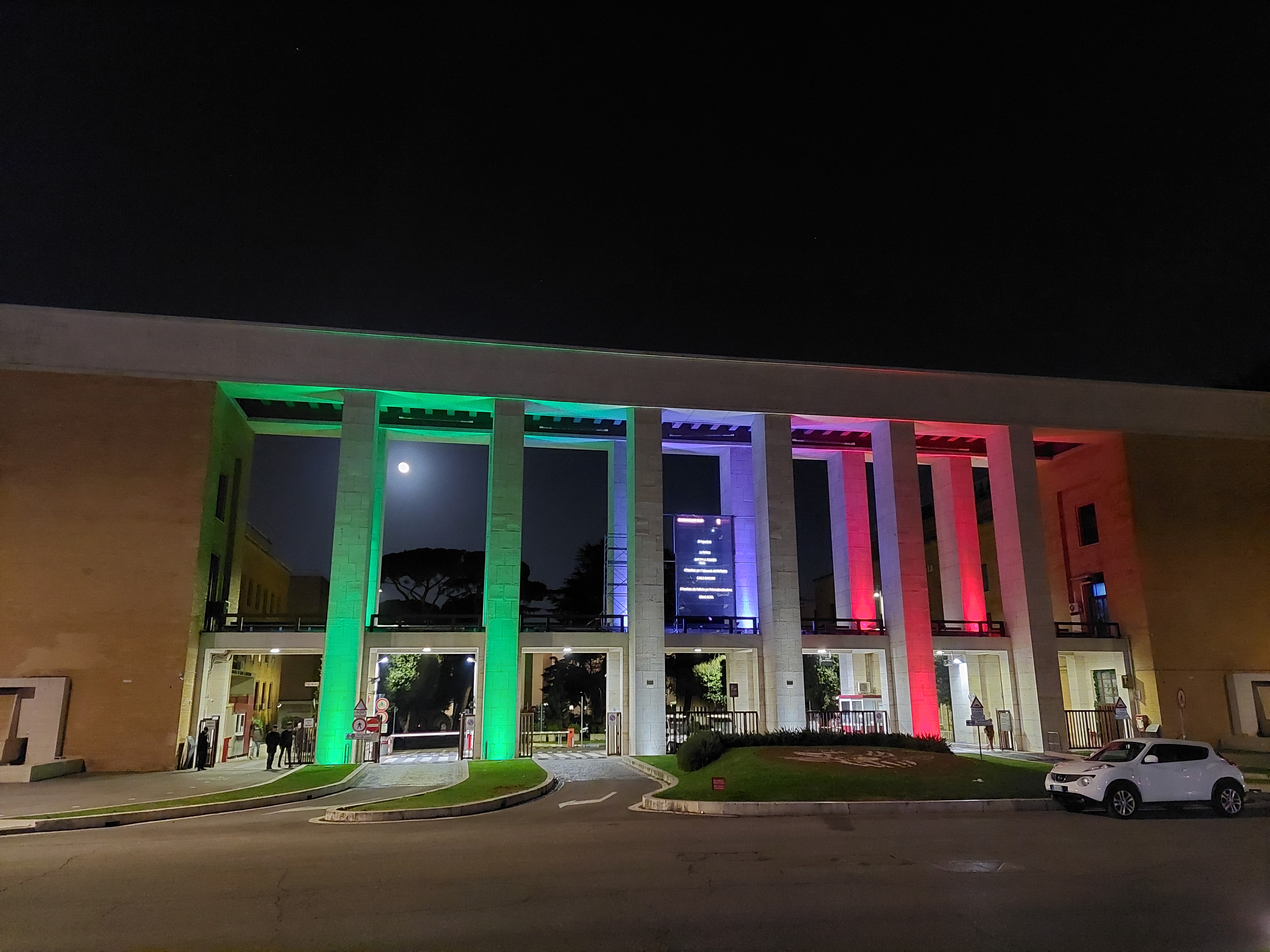
Ingresso monumentale per la Città universitaria illuminato con i colori della bandiera italiana

L'entrata principale è situata in piazzale Aldo Moro (già piazzale delle Scienze), al civico 5, dove ha sede anche il Consiglio Nazionale delle Ricerche. Di qui, un grande portale permette di accedere all'interno della città, costituita da una serie di palazzi ed edifici ideati per la fruizione da parte di studenti e docenti. Le altre entrate sono poste su tutti i lati del muro che divide l'interno della sede universitaria dal resto della città. Verso nord si trova il Policlinico Umberto I, oggi ospedale universitario e quindi gestito direttamente dall'ateneo: vi hanno sede le facoltà mediche e chirurgiche principali. Dall'ingresso principale, la prospettiva è sviluppata in modo tale da far emergere la figura della statua della Minerva, uno dei simboli della Sapienza e opera di Arturo Martini, realizzata in bronzo e posta in cima a un piedistallo che si trova all'interno di una vasca d'acqua. La statua è posta di fronte al Palazzo del rettorato, opera di Marcello Piacentini.
Il piazzale della Minerva è collegato all'ingresso principale da un ampio viale, su cui si affacciano i palazzi di Ortopedia e Chimica, a destra, e di Igiene e Fisica, a sinistra. Nell'edificio principale hanno sede gli uffici del rettorato, la Biblioteca Alessandrina e l'Aula Magna. Alla destra del rettorato si trova il Palazzo di Lettere, sede principale della Facoltà di Lettere e Filosofia, mentre a sinistra il Palazzo di Giurisprudenza, dove hanno sede le Facoltà di Giurisprudenza, Scienze Politiche e Scienze Statistiche. All'estrema destra del rettorato, sempre su piazzale della Minerva, l'edificio di Matematica realizzato da Giò Ponti nel 1934, mentre all'estrema sinistra si trova il dipartimento di Scienze della Terra, sede delle facoltà di Scienze Geologiche e Scienze Naturali.
All'interno della città si trovano anche un asilo nido, diversi bar, uffici bancari e postali, numerosi musei e biblioteche aperti al pubblico. Notevole è la grande Cappella universitaria della Divina Sapienza, affidata ai padri gesuiti.

### Edifici
Progetto originario

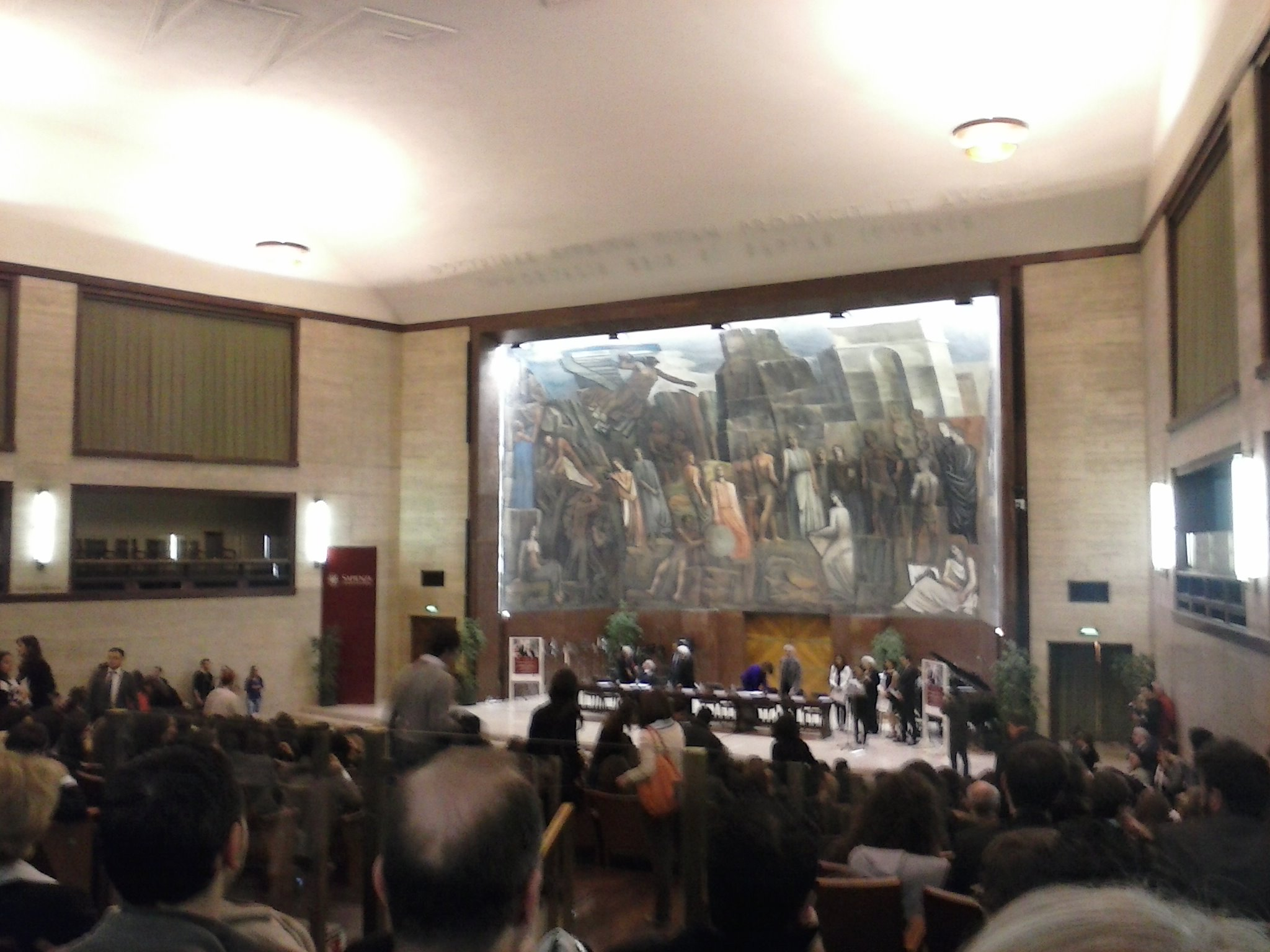
L'aula magna del rettorato, realizzata tra il 1933 e il 1935 su progetto di Marcello Piacentini. Sullo sfondo l'affresco di Mario Sironi del 1935 L'Italia tra le arti e le scienze

- Ingresso monumentale, di Arnaldo Foschini[8]
- Palazzo del Rettorato (1936), di Marcello Piacentini;[8] ospita il rettorato, l'aula magna e la Biblioteca Alessandrina
- Facoltà Giuridica e Facoltà di Scienze Politiche, di Gaetano Rapisardi[8]
- Facoltà di Lettere e Filosofia, di Gaetano Rapisardi[8]
- Istituto di Mineralogia, Geologia e Paleontologia (1933), di Giovanni Michelucci[8][9]
- Istituto di Matematica (1934), di Gio Ponti[8]
- Istituto di Fisica (1934), di Giuseppe Pagano[8]
- Istituto di Chimica (1934), di Pietro Aschieri[8]
- Istituto di Igiene e Batteriologia, di Arnaldo Foschini[8]
- Clinica ortopedica e Traumatologia, di Arnaldo Foschini[8]
- Istituto di Fisiologia generale, di Giovanni Michelucci[8]
- Istituti di Botanica e Chimica farmaceutica (1932-1935), di Giuseppe Capponi[8][10]
- Casermetta per la Milizia universitaria, di Gaetano Minnucci e Eugenio Montuori;[8] sostituita dal Centro dei servizi generali (1972-1982)[11]
- Casa dello studente (1933-1935), di Saverio Muratori, Giorgio Calza Bini e Francesco Fariello,[8][12] in via Cesare De Lollis
- Dopolavoro universitario e Circolo del Littorio, di Gaetano Minnucci,[8] oggi Centro di servizi per le attività ricreative, culturali, artistiche, sociali e dello spettacolo (CREA) - Nuovo Teatro Ateneo
- Edificio della Centrale termica, di Eugenio Montuori,[8] attualmente denominato "Plesso Tecce"[13]

Aggiunte successive
- Chiesa della Divina Sapienza (1947-1952), di Marcello Piacentini
- Istituto di Storia della medicina, con il relativo museo (1950-1955)